# زهلن
زهلن (به آلمانی: Sehlen) یک شهر در آلمان است که در فرپومرن-روگن واقع شده‌است. زهلن ۹۶۱ نفر جمعیت دارد.